# Platkopstruikdwergspin
De platkopstruikdwergspin (Entelecara erythropus) is een spinnensoort in de taxonomische indeling van de hangmatspinnen (Linyphiidae).
Het dier komt uit het geslacht Entelecara. Entelecara erythropus werd in 1851 beschreven door Johan Peter Westring.